# Pharmazeutisch-kaufmännischer Angestellter
Pharmazeutisch-kaufmännischer Angestellter (PKA) ist in Deutschland die Berufsbezeichnung für einen kaufmännisch orientierten Ausbildungsberuf in der Apotheke.

Dieser Artikel beschreibt die Situation in Deutschland. In Österreich steht die Berufsbezeichnung PKA für den Beruf Pharmazeutisch-kaufmännische Assistenz.

## Geschichte

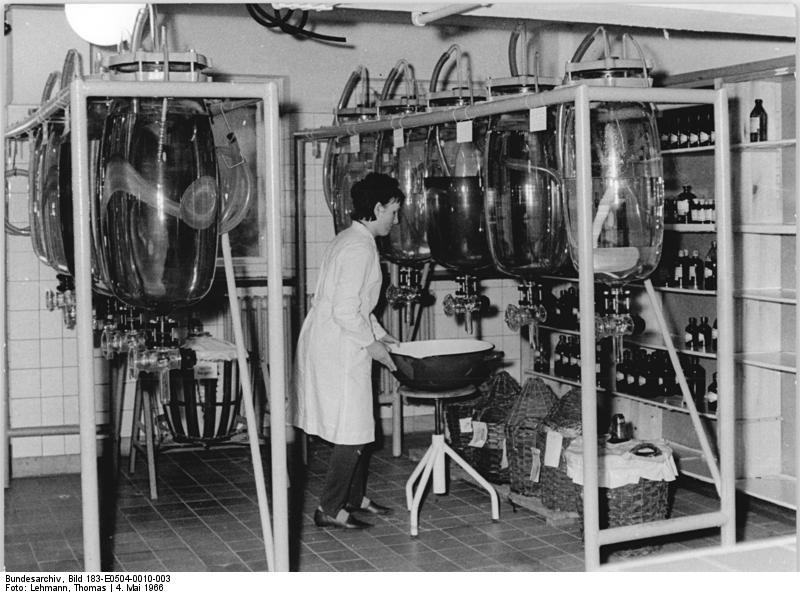
Apothekenhelferin beim Abfüllen einer Lösung im Arzneikeller der Universitätsapotheke der Ernst-Moritz-Arndt-Universität in Greifswald (1966)

Der PKA-Beruf wurde 1993 aus dem Beruf des Apothekenhelfers entwickelt, wobei auch das Berufsbild verändert wurde: Die Hauptaufgabengebiete des Apothekenhelfers waren die Warenbewirtschaftung und unterstützende Tätigkeiten (insbesondere mehrmals am Tag Postsendungen bearbeiten und dem pharmazeutischen Personal zuarbeiten).

Beim Berufsbild des PKA liegen zusätzliche Schwerpunkte nunmehr auf den kaufmännisch-verwaltenden Tätigkeiten, die in einer Apotheke typischerweise anfallen. Es wurde beabsichtigt, den PKA vermehrt mit Backoffice-Arbeiten (Buchführung, Rezeptabrechnung, Posteingang, Rechnungen/Lieferscheine schreiben, Büroorganisation etc.) zu betrauen.
Am 1. August 2012 trat die neue Verordnung über die Berufsausbildung zum/zur Pharmazeutisch-kaufmännischen Angestellten (PKA) in Kraft, die damit die Ausbildungsverordnung vom 3. März 1993 ablöste (BGBl. I S. 1456).

## Ausbildung
Der folgende Abschnitt berücksichtigt noch nicht die am 1. August 2012 in Kraft getretene Verordnung.
Als Voraussetzung für die Ausbildung zum PKA ist kein bestimmter Schulabschluss vorgeschrieben. In der Praxis verfügen die meisten Auszubildenden über einen Realschulabschluss. Die Ausbildung zum PKA dauert im Regelfall drei Jahre (bei Hochschulreife 2 Jahre). Bei der Ausbildung zum PKA handelt es sich um eine duale Ausbildung, das heißt, sie findet in der Apotheke und in der Berufsschule statt. Der Unterricht in der Berufsschule vermittelt Grundkenntnisse in Betriebswirtschaftslehre, kaufmännischem Rechnen (auch Buchführung), Marketing, Werbung und zahlreichen weiteren kaufmännischen Aspekten des Apothekenalltages. Zusätzlich lernt man Wichtiges zu Arzneimitteln, Pflanzenschutz, Kosmetik, Diätprodukten u. v. m.

### 1. Ausbildungsjahr
Lagerung der Waren; Arzneistoffe und Darreichungsformen; Arzneimittelgruppen; Arbeitssicherheit, Umweltschutz, Energie und Materialverwendung; Fachsprache; Textverarbeitung; Preisbildung; Verkaufsvorbereitung; Stellung der Apotheke im System gesundheitlicher Versorgung und in der Wirtschaft; Arbeits- und Sozialrecht; Berufsbildung; Tätigkeiten nach der Apothekenbetriebsordnung

### 2. Ausbildungsjahr
Preisbildung; Arbeitssicherheit, Umweltschutz, rationelle Energie- und Materialverwendung; Warenbeschaffung; Arzneistoffe und Darreichungsformen, Arzneimittelgruppen; Warengruppen zur Anwendung am Menschen; Beratung und Verkauf; Anwendung der apothekenspezifischen Fachsprache; Büroorganisation; Informations- und Kommunikationsschwerpunkte, Textverarbeitung; Kaufmännische Steuerung und Kontrolle

### 3. Ausbildungsjahr
Statistiken; Verkaufsvorbereitung; Werbung und Verkaufsförderung; Dienstleistungen; Gesundheitsschutz und Erste Hilfe; Warengruppen zur Anwendung am Menschen; Beratung und Verkauf; Arbeits- und Sozialrecht; Preisbildung; Rezeptabrechnung; Lagerung; Warenwirtschaftssysteme; Kaufmännische Steuerung und Kontrolle; Warenbeschaffung; Arzneimittelgruppen; Arzneistoffe und Darreichungsformen; Tätigkeiten nach der Apothekenbetriebsordnung.

## Tätigkeitsbereiche
Nach abgeschlossener Berufsausbildung finden pharmazeutisch-kaufmännische Angestellte Beschäftigungsmöglichkeiten in öffentlichen Apotheken und Krankenhausapotheken. Auch in Drogeriemärkten, in Pharmalabors, in der Pharmaproduktion und im pharmazeutischen Großhandel können sie tätig werden.

### Apotheke
Aufgaben in der Apotheke:
- Bestandsaufnahme der Arzneimittelvorräte
- Ausführen der Bestellungen
- Kontrollieren des Wareneingangs
- Lagern und Auszeichnen sowie Einsortieren der Waren
- Erledigen von kaufmännischen Arbeiten, z. B. Überprüfen von Lieferscheinen und Rechnungen sowie der Krankenkassenabrechnungen
- Unterstützung des pharmazeutischen Apothekenpersonals bei der Herstellung von Eigenerzeugnissen, u. a. Rühren von Salben, Kapselherstellung, Mischen von bereits eingewogenen Präparaten
- Beratung, Information, Verkauf apothekenüblicher Waren wie z. B. Kosmetika, Diätwaren, Verbandstoffe, Krankenpflegeartikel, (seit 2012 nicht mehr Prüfungsrelevant: Pflanzenschutzmittel)
- Gestalten und Dekorieren von Schaufenstern

Apothekenpflichtige und verschreibungspflichtige Medikamente darf der PKA in der Apotheke nicht abgeben.

## Stellenmarkt
Die Berufsaussichten für PKA sind eng mit der Situation der Apotheken verknüpft. Im Falle von nicht abwendbaren Stellenreduzierungen werden PKA meist vor PTA (Pharmazeutisch-technischer Assistent) entlassen, da letztere berechtigt sind, Arzneimittel abzugeben.

## Verdienst
Zur Situation in Deutschland: Das Gehalt der PKA in der Apotheke hängt von den Berufsjahren und vom Kammerbezirk ab, in dem die Tätigkeit ausgeübt wird. Eine Orientierung über die Bezahlung bietet der seit 1. September 2018 gültige Gehaltstarif, wonach die Vergütung zwischen 1.806 Euro (1. Berufsjahr) und 2.211 (ab dem 14. Berufsjahr) liegt. Dabei gelten folgende Ausnahmen: In Nordrhein sind es seit 1. Januar 2018 genau 1.755 Euro (1.–2-Berufsjahr) bis 2.150 Euro (ab dem 10. Berufsjahr). In Sachsen gibt es keine Tarifbindung. Die Tarifverträge im Apothekenwesen werden zwischen ADEXA – Die Apothekengewerkschaft und dem Arbeitgeberverband Deutscher Apotheker (ADA) bzw. der Tarifgemeinschaft der Apothekenleiter (TGL) Nordrhein abgeschlossen.

## Weiterbildung
- Qualifizierungs- und Spezialisierungsmöglichkeiten
- Teilnahme an Lehrgängen, Kursen oder Seminaren z. B. über EDV im kaufmännisch-betriebswirtschaftlichen Bereich, Training an Kassensystemen, Dekoration und Warenpräsentation, Ausbildung der Ausbilder, Arbeitstechniken im Handel
- Aufstiegsfortbildung (nach entsprechender Berufspraxis)
- Handelsfachwirt
- Handelsassistent
- Pharmareferent (geprüft)
- Betriebswirt an der Abendschule (z. B. Controlling, IOM, Personalmanagement, Marketing als Schwerpunkt)
- Pharmazeutisch-technischer Assistent

## Berufskammer
Als zuständige Stelle für die betriebliche Seite der PKA-Ausbildung genehmigt die Landesapothekerkammer Ausbildungsverträge, führt die Abschlussprüfungen durch und ist Ansprechpartner für alle Fragen von Ausbildern und Berufsnachwuchs. Grundsätzliche Probleme werden vom Berufsbildungsausschuss und vom Ausbildungsausschuss erörtert.